# To my (film 2019)
To my (ang. Us) – amerykański horror z 2019 roku w reżyserii Jordana Peele’a, który napisał też scenariusz filmu. W rolach głównych wystąpili Lupita Nyong’o, Winston Duke, Elisabeth Moss i Tim Heidecker.

## Fabuła
Mała Adelaide odłącza się od ojca w lunaparku i spotyka swego sobowtóra. Po latach przyjeżdża w to samo miejsce z mężem i z dziećmi. Wkrótce pod domem w którym się zatrzymali pojawiają się sobowtóry i zaczynają sadystyczną grę.

## Obsada

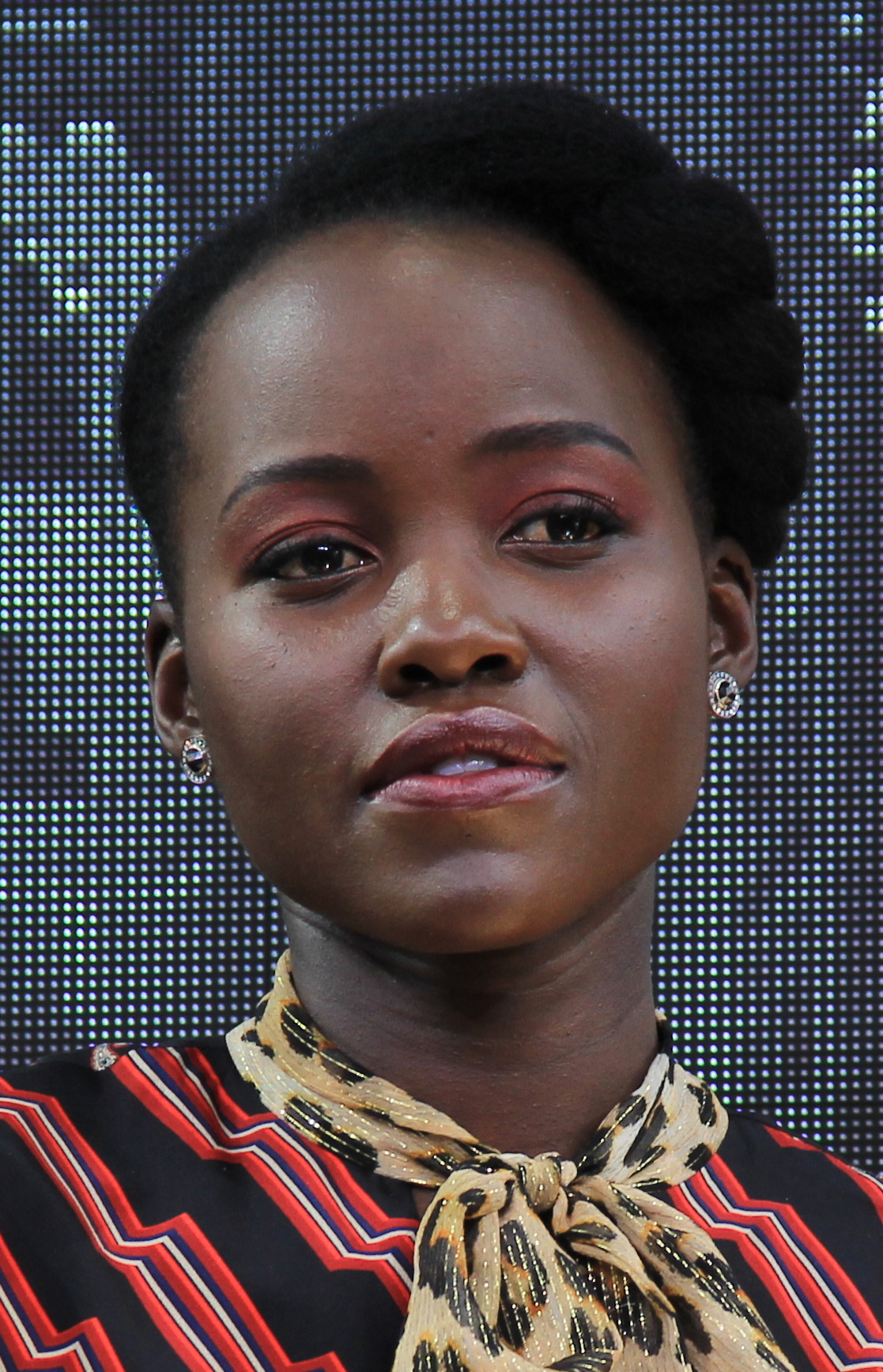
Lupita Nyong’o (2019)

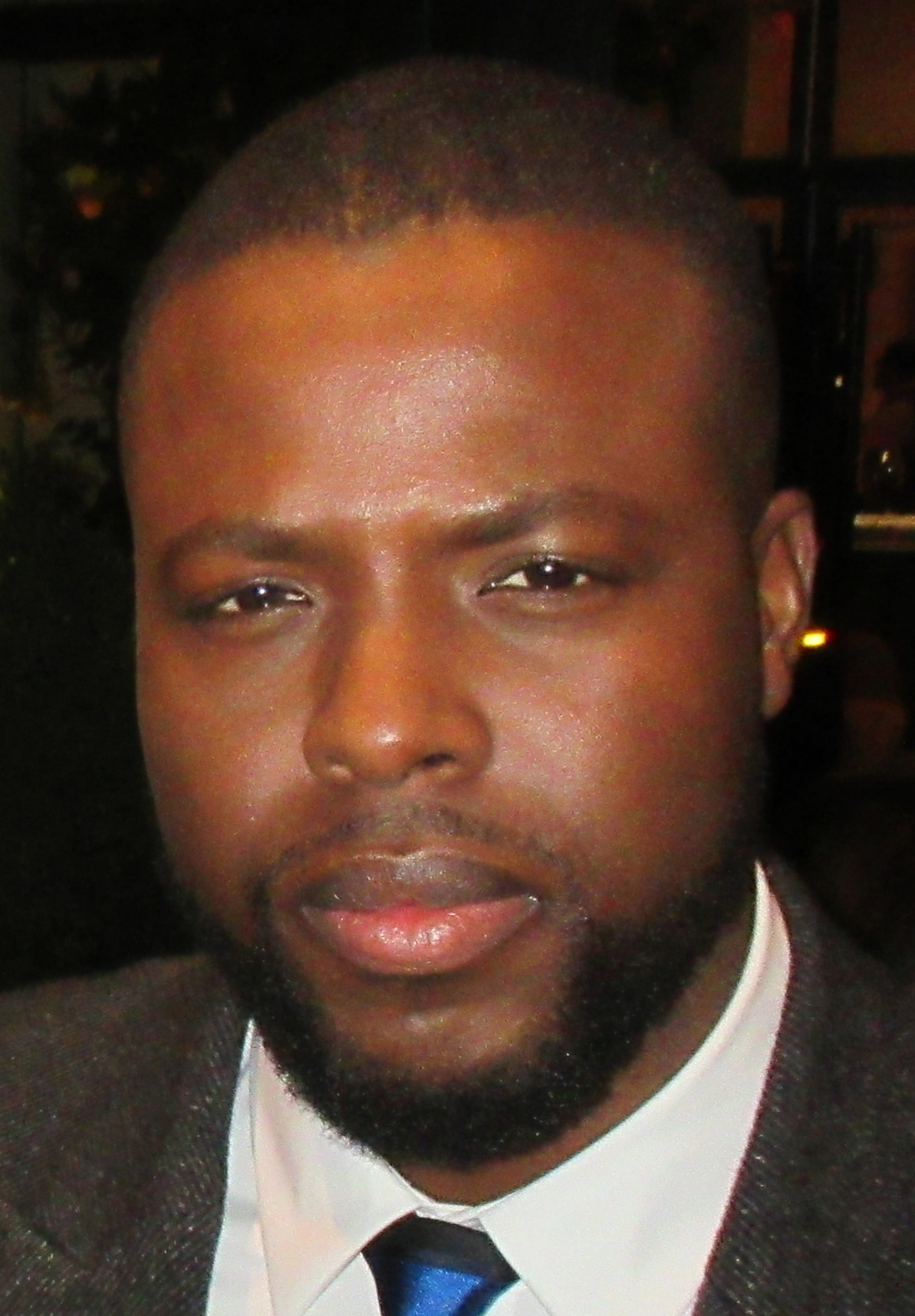
Winston Duke (2019)

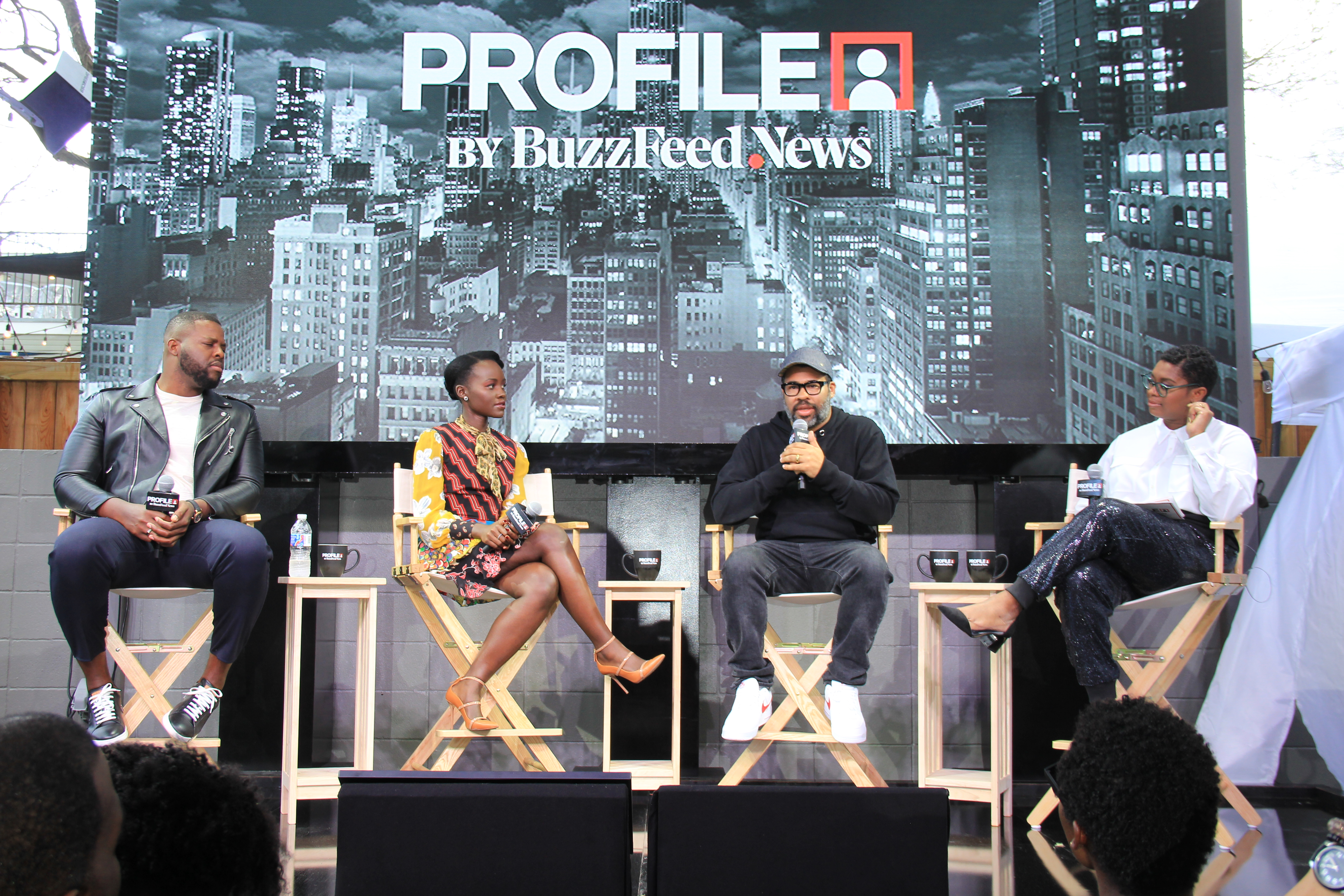
Duke, Nyong’o i Peele na festiwalu SXSW (2019)

| Aktor                 | Postać                | Sobowtór postaci |
| --------------------- | --------------------- | ---------------- |
| Lupita Nyong’o        | Adelaide Wilson       | Red              |
| Winston Duke          | Gabriel "Gabe" Wilson | Abraham          |
| Elisabeth Moss        | Kitty Tyler           | Dahlia           |
| Tim Heidecker         | Josh Tyler            | Tex              |
| Shahadi Wright Joseph | Zora Wilson           | Umbrae           |
| Evan Alex             | Jason Wilson          | Pluto            |
| Yahya Abdul-Mateen II | Russel Thomas         | Weyland          |
| Anna Diop             | Rayne Thomas          | Eartha           |
| Cali Sheldon          | Becca Tyler           | Io               |
| Noelle Sheldon        | Lindsey Tyler         | Nix              |
| Madison Curry         | mała Adelaide         | mała Red         |
| Ashley McKoy          | nastoletnia Adelaide  | nastoletnia Red  |
| Napiera Groves        | dr Foster             | Amethyst         |
| Duke Nicholson        | Danny                 | Tony             |
| Kara Hayward          | Nancy                 | Syd              |
| Nathan Harrington     | Glen                  | Jack             |
| Dustin Ybarra         | Troy                  | Brand            |
| Alan Frazier          | Ferdie                | Jeremiah         |
| Lon Gowan             | Don                   | Joseph           |

## Premiera
Premiera filmu miała miejsce 8 marca 2019 na festiwalu filmowym South by Southwest (SXSW). W kinach, zarówno w USA jak i w Polsce, pojawił się 22 marca tego samego roku.

## Odbiór

### Box office
Budżet filmu jest szacowany na 20 milionów dolarów. W Stanach Zjednoczonych i Kanadzie film zarobił ponad 175 mln USD. W innych krajach przychody wyniosły blisko 80 mln, a łączny przychód z biletów ponad 255 milionów dolarów.

### Krytyka w mediach
Film spotkał się z dobrym przyjęciem ze strony krytyków. W agregatorze recenzji Rotten Tomatoes 93% z 537 recenzji jest pozytywne, a średnia ocen wystawionych na ich podstawie wyniosła 7,90. Z kolei w agregatorze Metacritic średnia ważona ocen z 56 recenzji wyniosła 81 punktów na 100.

### Nagrody i nominacje
Film został siedmiokrotnie nominowany do nagrody Saturn, przy czym Peele zdobył statuetkę za reżyserię.